# Lawrence Tibbett
Lawrence Tibbett est un baryton et un comédien américain, né le 16 novembre 1896 à Bakersfield en Californie et mort le 15 juillet 1960 à New York.

## Biographie
Lawrence Tibbett commence par une carrière d'acteur, d'abord dans la Civic Repertory Company de Los Angeles puis dans la troupe shakespearienne de Tyrone Power, Sr.
Après la guerre qu'il fait dans la marine, il se produit comme chanteur d'attraction, puis travaille sa voix avec Basil Ruysdael à Los Angeles et Frank La Forge à New York. Il passe une audition au Metropolitan Opera en 1923 qui lui permet de décrocher un petit rôle dans Boris Godounov puis Valentin dans Faust aux côtés de Chaliapine.
Il lui faut trois ans pour accéder aux premiers rôles. Il assure de nombreuses créations de compositeurs américains. Il reste au "Met" jusqu'à ses adieux en 1950, mais fait également quelques tournées européennes comme à Paris en 1937 (Otello et Rigoletto). Jusqu'en 1956, il se produit à Broadway.
Sa voix de baryton était puissante et étendue, mais c'est avant tout ses dons d'acteur et sa présence sur scène qui contribuèrent à son succès. Il a tourné dans plusieurs films hollywoodiens comme The rogue song, New moon, The cuban love song qui lui valurent la célébrité aux Etats-Unis.

## Filmographie
- 1930 : Le Chant du Bandit (The Rogue Song) de Lionel Barrymore : Yegor
- 1930 : New Moon de Jack Conway : Lieutenant Michael Petroff
- 1931 : The Prodigal de Harry A. Pollard : Jeffrey Farraday
- 1931 : Rumba d'amour (The Cuban Love Song) de W. S. Van Dyke : Terry Burke
- 1935 : Le Roman d'un chanteur (Metropolitan) de Richard Boleslawski : Thomas Renwick
- 1936 : Under Your Spell d'Otto Preminger : Anthony Allen